# エレメン
エレメン(Elemene)は、様々な植物に含まれる構造的に関連した天然化合物のグループである。それぞれ構造異性体であるα-、β-、γ-、δ-型が存在し、セスキテルペンに分類される。一部の植物では花の香りに寄与しており、昆虫にとってのフェロモンとして用いられている。
β-エレメンは、様々な薬用植物中に含まれていることから、科学的な興味を持たれている。In vitro実験では、いくつかの種類の癌細胞に対して増殖抑制作用を持ち、化学療法に用いうる可能性が示された。中国で行われた小規模で低質な臨床試験では、癌治療に対する有益性が報告された。しかし、メモリアル・スローン・ケッタリングがんセンターは、「これまで行われたヒトに対する試験は質の低いものだ」と述べている。コクラン共同計画による既存文献のレビューでは、「肺癌治療に対するエレメンの有効性を確認または反証するランダム化比較試験に基づくエビデンスは存在しない」と結論付けている。